# Cheilanthes nitida
Cheilanthes nitida är en kantbräkenväxtart som först beskrevs av Robert Brown, och fick sitt nu gällande namn av Peter Shaw Green. Cheilanthes nitida ingår i släktet Cheilanthes och familjen Pteridaceae. Inga underarter finns listade.